# غراهام وايت
غراهام وايت (بالإنجليزية: Graham Whyte)‏ (29 مارس 1952 - ) هو لاعب كريكت أسترالي. شارك مع منتخب أستراليا الوطني للكريكت.

## وصلات خارجية
- غراهام وايت على موقع إي آس بي آن كريك إنفو (الإنجليزية)